# Роберт Кер, 1-й граф Роксбург
Роберт Кер, 1-граф Роксбург (англ. Robert Ker, 1st Earl of Roxburghe; ок. 1570 — 18 января 1650) — шотландский дворянин и государственный деятель.

## Ранняя жизнь
Он был старшим сыном Уильяма Кера из Кессфорда (умер в 1605 году) и Джанет Дуглас. Его мать была вдовой Джеймса Твиди из Драмельзера и третьей дочерью сэра Джеймса Дугласа из Драмланрига.
Его дедом по отцовской линии был сэр Уолтер Кер из Сессфорда (умер около 1584 года), который сражался против Марии Стюарт, королевы Шотландии, в битвах при Карберри-Хилле (1567) и Лангсайде (1568).

## Карьера
Он был посвящен в рыцари 17 мая 1590 года на коронации Анны Датской , супруги короля Шотландии Якова VI Стюарта. В декабре 1590 года он участвовал в убийстве Уильяма Керра из Анкрама, который попал в засаду на лестнице у входа в свою квартиру двумя последователями Роберта, которые застрелили его из пистолета под названием «даг».
Роберт Кер женился на Маргарет Мейтленд, племяннице канцлера Джона Мейтленда из Тирлстейна. В 1592 году Роберт Кер сумел помочь Мейтленду завоевать расположение королевы Анны Датской.
В 1593 году Роберт Кер был заместителем хранителя Лиддесдейла и хранителем пограничных марок. В августе 1594 года он выступил на турнире при крещении принца Генриха в замке Стерлинг в костюме турецкого рыцаря.
Он помогал королю Якову VI против графа Ботвелла. В 1598 году он был отправлен в Англию и содержался архиепископом Йоркским в Бишопсторпе.
Он был членом Тайного совета Шотландии с 1599 года, а в 1600 году был назначен лордом Роксбургом. В апреле 1601 года лорд Роксбург пригласил Якова VI и его супругу Анну Датскую на празднование бракосочетания его сестры Элизабет с сэром Джоном Белленденом из Бротона в замке Флорс, но король отказался, подозревая заговор с участием мастера Грея.
В сентябре 1602 года он посетил королеву Елизавету I Английскую. Сэр Роберт Сесил писал, что он был «самым мудрым и галантным человеком, какого я когда-либо видел за пределами Шотландии». Он сопровождал короля Якова в Лондон в 1603 году. Роберт Кер унаследовал поместья своего отца в 1606 году, а в 1607 году он был дворянином опочивальни.
18 сентября 1616 года Роберт Кер получил титулы 1-го лорда Кера из Кессфорда и Кавертауна и 1-го графа Роксбурга.
Он оскорбил королевский двор в апреле 1625 года, когда тело короля Якова Стюарта находилось в Теобальд-хаусе, было замечено, что графов Мортона и Роксбурга не было на месте, но они отправились «веселиться» в Мор-Парк с Люси Рассел, графиней Бедфорд.
Он был назначен хранителем Тайной печати Шотландии в 1637 году.
Он подписался под манифеста о создании Национального Ковенанта в Холируде в 1638 году и присоединился к королевской партии в гражданской войне. Когда король попытался арестовать пятерых членов Палаты общин в 1642 году, Роберт Кер держал дверь палаты открытой. Он поддержал «Ингейджмент» за спасение короля в 1648 году и, следовательно, был лишен своей должности хранителя Тайной печати Шотландии в 1649 году.

## Личная жизнь
Граф Роксбург был женат трижды. Его первый брак состоялся 27 октября 1587 года с Маргарет Мейтленд (? — 1613), единственной дочерью Уильяма Мейтленда Летингтонского (1528—1573) и Мэри Флеминг (1542—1578/1581), которая была одной из «Четырех Марий», преданных спутниц королевы шотландии. Они были родителями:
- Уильям Кер, лорд Кер, комендант аббатства Келсо (умер в 1618), умерший раньше лорда Кера[3].
- Джин Кер, которая вышла замуж за Джона Драммонда, 2-го графа Перта (1588—1662)[3].
- Изабель Кер, которая вышла замуж за Джеймса Скримджера, 2-го виконта Дадхоупа (? — 1644)[3].
- Мэри Кер (? — 1650), которая вышла замуж за сэра Джеймса Хэлибертона из Питкура (сына сэра Джеймса Хэлибертона). После его смерти она вышла замуж за Джеймса Карнеги, 2-го графа Саутеска (родители Роберта Карнеги, 3-го графа Саутеска)[3].

3 февраля 1613/1614 года он женился на Джин Драммонд (ок. 1585 — 7 октября 1643), сестра его зятя и третья дочь Патрика Драммонда, 3-го лорда Драммонда (1550—1600), и Леди Элизабет Линдси (дочь Дэвида Линдси, 9-й граф Кроуфорд). У них был единственный сын:
- Гарри (Генри) Кер, лорд Кер (ум. 1 февраля 1642/1643), который женился на Леди Маргарет Хэй (? — 1695), единственной дочери Уильяма Хэя, 10-го графа Эрролла, и леди Энн Лайон (старшая дочь Патрика Лайона, 1-го графа Кингхорна). После его смерти его вдова вышла замуж за Джона Кеннеди, 6-го графа Кассилиса[3].

После смерти второй жены в 1643 году Роберт Кер женился в третий раз на леди Изабель Дуглас, пятой дочери Уильяма Дугласа, 7-го графа Мортона (1584—1648), от его жены леди Энн Кейт (? — 1648), старшей дочери Джорджа Кейта, 5-го графа Маришаля (ок. 1553—1623).
Он умер в своей резиденции близ Келсо 18 января 1650 года. После его смерти его вдова вышла замуж за Джеймса Грэма, 2-го маркиза Монтроза (1631—1669), и стала матерью Джеймса Грэхема, 3-го маркиза Монтроза (1657—1684).
В его завещании упоминается цепочка из бриллиантов и рубинов, с «футляром для картин» или медальоном, содержащим миниатюрный портрет Анны Датской, украшенный бриллиантами, центральный камень был в форме сердца. У него был «валентин с бриллиантами» с короной и изображением английского короля Карла I в качестве герцога Йоркского. Эти драгоценности, вероятно, были подарками его жене от королевы.

## Титул и имущество
Поскольку оба его сына умерли, не оставив потомства мужского пола, его титулы и поместья по особому соглашению перешли к его внуку Уильяму Драммонду (1622—1675), младшему сыну его старшей дочери Джин и её мужа Джона Драммонда, 2-го графа Перта. Уильям взял фамилию Кер, стал 2-м графом Роксбургом и женился на своей кузине, дочери лорда Кера Джин.

## Титулатура
- 1-й лорд Роксбург (с 16 ноября 1600)
- 1-й граф Роксбург (с 18 сентября 1616)
- 1-й лорд Кер из Кессфорда и Кавертауна (с 18 сентября 1616)